# Élections générales espagnoles de 2023 dans la communauté de Madrid
Les élections générales espagnoles de 2023 (en espagnol : Elecciones generales de España de 2023) se tiennent le dimanche 23 juillet 2023 afin d'élire les 350 députés et 208 des 266 sénateurs de la XVe législature des Cortes Generales. 37 députés sont élus à Madrid.

## Résultats
| Parti                  | Parti                                                   | Voix      | %     | +/-   | Sièges | +/-           |  |
| ---------------------- | ------------------------------------------------------- | --------- | ----- | ----- | ------ | ------------- |  |
|                        | Parti populaire (PP)                                    | 1 463 183 | 40,55 | 15,64 | 16     | 6             |  |
|                        | Parti socialiste ouvrier espagnol (PSOE)                | 1 004 599 | 27,84 | 0,97  | 10     | en stagnation |  |
|                        | Sumar (av. MM)                                          | 557 780   | 15,46 | 3,20  | 6      | 1             |  |
|                        | Vox                                                     | 506 164   | 14,03 | 4,31  | 5      | 2             |  |
|                        | Parti animaliste contre la maltraitance animale (PACMA) | 21 742    | 0,60  | 0,30  | 0      | en stagnation |  |
|                        | Front ouvrier (FO)                                      | 7 652     | 0,21  | Nv.   | 0      | en stagnation |  |
|                        | Pour un monde + juste (PUM+J)                           | 6 749     | 0,19  | 0,07  | 0      | en stagnation |  |
|                        | Recortes Cero                                           | 3 784     | 0,10  | 0,04  | 0      | en stagnation |  |
|                        | Autres partis                                           | 8 060     | 0,22  | —     | 0      | —             |  |
|                        | Ciudadanos (Cs)                                         |           |       |       |        | 3             |  |
|                        | Vote blanc                                              | 28 960    | 0,80  | 0,01  |        |               |  |
|                        |                                                         |           |       |       |        |               |  |
| Suffrages valides      | Suffrages valides                                       | 3 608 673 | 99,15 |       |        |               |  |
| Votes nuls             | Votes nuls                                              | 30 827    | 0,85  |       |        |               |  |
| Total                  | Total                                                   | 3 639 500 | 100   | -     | 37     | en stagnation |  |
| Abstention             | Abstention                                              | 1 585 061 | 30,34 |       |        |               |  |
| Inscrits/Participation | Inscrits/Participation                                  | 5 224 561 | 69,66 |       |        |               |  |